# كلوي مونس
كلوي مونس (بالفرنسية: Chloé Mons)‏ (و. 1972 – م) هي ممثلة، ومغنية من فرنسا. ولدت في ليل. 

## وصلات خارجية
- كلوي مونس على موقع IMDb (الإنجليزية)
- كلوي مونس على موقع ألو سيني (الفرنسية)
- كلوي مونس على موقع ميوزك برينز (الإنجليزية)
- كلوي مونس على موقع أول موفي (الإنجليزية)
- كلوي مونس على موقع قاعدة بيانات الأفلام السويدية (السويدية)
- كلوي مونس على موقع ديسكوغز (الإنجليزية)
- كلوي مونس على موقع قاعدة بيانات الفيلم (الإنجليزية)
- كلوي مونس على موقع كينوبويسك (الروسية)